# Гомес, Луис
Луис Освальдо Гомес Касерес (исп. Luis Oswaldo Gómez Cáceres, 20 апреля 1972, Гуаякиль) — эквадорский футболист, выступавший на позиции полузащитника.

## Клубная карьера
Луис Гомес начинал свою профессиональную карьеру футболиста и провёл большую её часть в гуаякильской «Барселоне». В 1992 году он дебютировал в её составе в эквадорской Серии А. В 1994 году Гомес перебрался в столичный «Депортиво Кито», но уже в 1995 году он вернулся в «Барселону» и выиграл с ней чемпионат Эквадора. В 1997 году команда из Гуаякиля повторила этот успех, а в 1998 году Гомес в её составе стал финалистом Кубка Либертадорес. В 1999 Гомес впервые перешёл в иностранный клуб, в аргентинский «Феррокарриль Оэсте», но сыграв за него всего 3 матча Гомес вновь возвращается в «Барселону». В этот период Гомес не добился с «Барселоной» значимых достижений и в 2004 году стал футболистом столичного «ЛДУ Кито», с которым в 2005 году стал чемпионом Клаусуры. Карьеру профессионального футболиста Гомес завершил год спустя в команде «Универсидад Католика» из Кито.

## Карьера в сборной
В составе сборной Эквадора Луис Гомес дебютировал 5 сентября 2001 года в ничейном (0:0) гостевом матче против Колумбии в рамках отборочного турнира Чемпионата мира 2002. В 2002 году он был включён главным тренером Эрнаном Дарио Гомесом в заявку сборной на Чемпионате мира 2002. Луис Гомес оставался на мировом первенстве в запасе, так и не появившись ни разу на поле. Последний раз за сборную он выступил в 2003 году. В общей сложности, он провёл за Эквадор 12 игр и забил 1 гол.